# Sprite (läskedryck)
Sprite är en kolsyrad läskedryck med citron- och limesmak. Den tillhör The Coca-Cola Companys drycker. Den har sitt ursprung i Tyskland där den kallades Fanta Klare Zitrone och introducerades på den amerikanska marknaden 1961. Sprite säljs i 160 länder  Den sockerfria varianten kallas Sprite Zero.

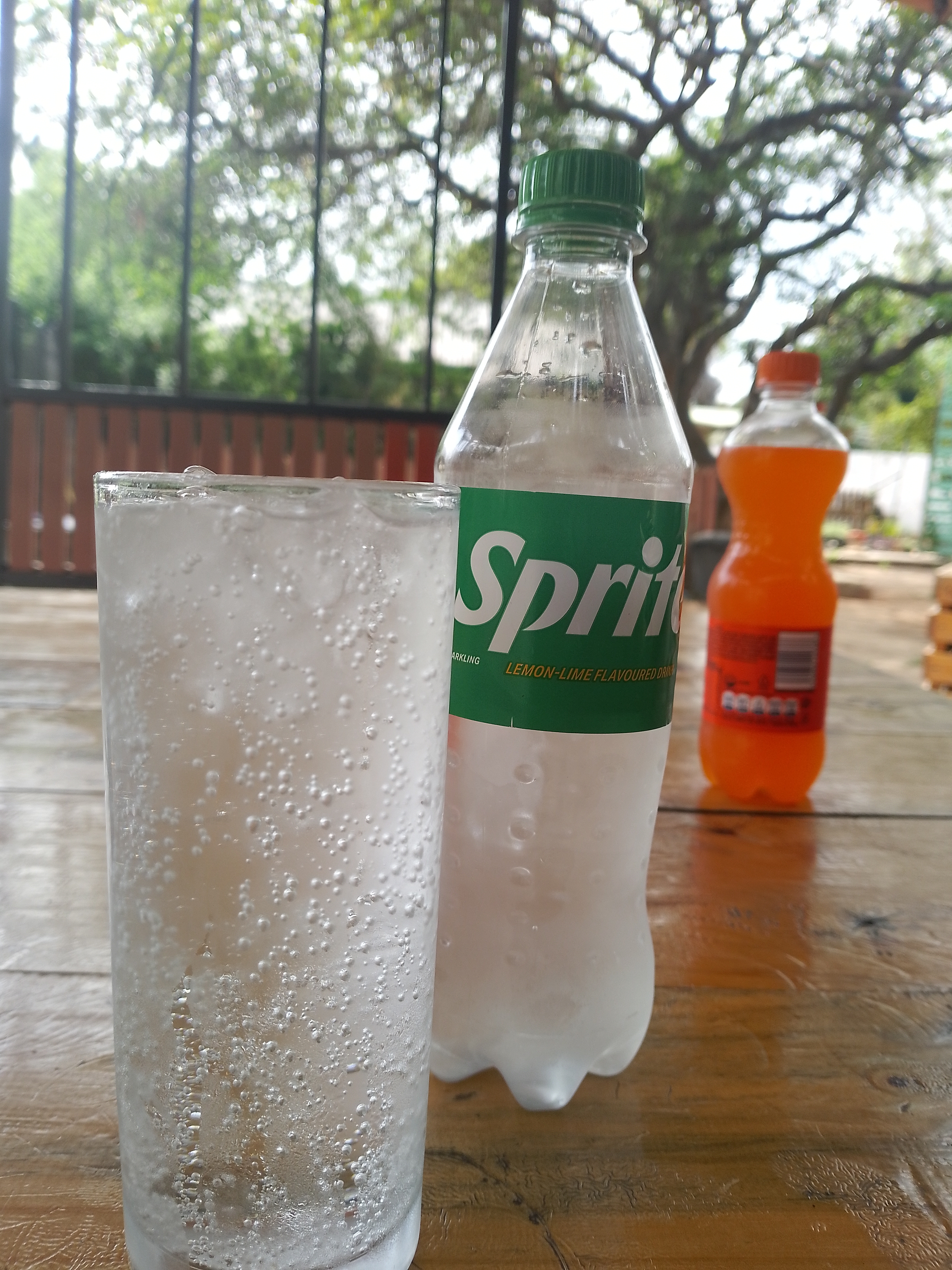
Ett glas med Sprite och flaskan bakom.